# Demografía de Indonesia

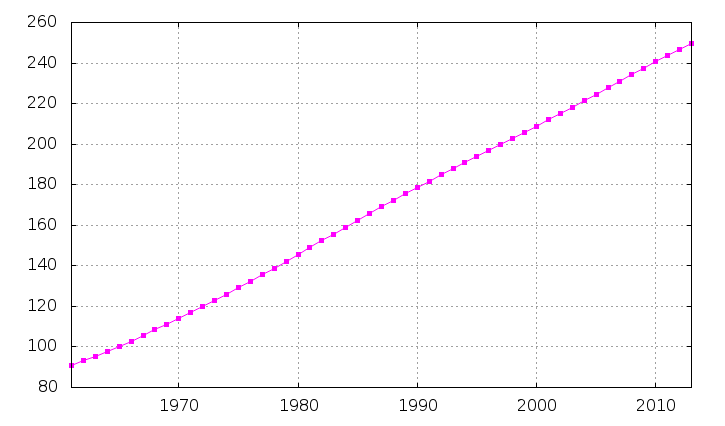
Evolución temporal de la población de Indonesia

Indonesia es el cuarto país más poblado del mundo. La densidad de la población es de más de 100 hab/km². Más del 60 % de la población vive en Java y en la isla de Madura, que se encuentran entre las regiones más densamente pobladas del mundo. En 1989 Sumatra tenía una población estimada de 36,9 millones de habitantes y las islas Célebes unos 12,6 millones de habitantes.

## Población

### Población actual
283 748 175 habitantes (2024 est.)

### Proyección
| Año  | Población Indonesa | Fuente |
| ---- | ------------------ | ------ |
| 2030 | 299 760 551        | [ 2 ]  |
| 2040 | 325 778 791        | [ 2 ]  |
| 2050 | 346 060 198        | [ 2 ]  |
| 2060 | 362 985 781        | [ 2 ]  |
| 2070 | 380 400 235        | [ 2 ]  |
| 2080 | 396 565 081        | [ 2 ]  |
| 2090 | 412 559 644        | [ 2 ]  |
| 2100 | 429 600 113        | [ 2 ]  |

## Perfil demográfico
Indonesia es el cuarto país más poblado del mundo. Es predominantemente musulmán y tiene la mayor población musulmana del mundo. Se prevé que la población aumente hasta 320 millones en 2045. Un programa de planificación familiar apoyado por el gobierno. La tasa global de fecundidad (TGF) -el número medio de nacimientos por mujer- pasó de 5,6 a mediados de la década de 1960 a 2,7 a mediados de la década de 1990. El éxito del programa se debió también a la aceptación social de la planificación familiar, que recibió el respaldo de influyentes líderes y organizaciones musulmanas.
El descenso de la fecundidad se ralentizó a finales de la década de 1990, cuando la responsabilidad de los programas de planificación familiar se trasladó al ámbito de los distritos, donde no se dio prioridad a los programas. Desde 2012, el gobierno nacional revitalizó el programa nacional de planificación familiar, y la TGF de Indonesia ha disminuido lentamente hasta llegar a 2,3 en 2020. Es posible que el gobierno alcance su objetivo de lograr un nivel de fertilidad de reemplazo - 2,1 hijos por mujer - pero el gran número de mujeres en edad fértil garantiza un crecimiento significativo de la población durante muchos años. 
Indonesia es un país de origen para los emigrantes laborales, un país de tránsito para los solicitantes de asilo y un destino principalmente para los trabajadores emigrantes altamente cualificados. La migración laboral internacional, tanto legal como ilegal, de Indonesia a otras partes de Asia (sobre todo a Malasia) y a Oriente Medio se ha producido durante décadas a causa del elevado desempleo y subempleo, la pobreza y los bajos salarios en el país. Un número cada vez mayor de trabajadores emigrantes se dirige a Australia, Canadá, Nueva Zelanda y Estados Unidos. La mayor parte de la emigración laboral indonesia es temporal y consiste sobre todo en trabajadores poco cualificados, principalmente mujeres que trabajan en el servicio doméstico.
La ubicación estratégica de Indonesia entre Asia y Australia y entre los océanos Pacífico e Índico -y su relativamente fácil acceso por barco- atraen a los solicitantes de asilo. También es un lugar de tránsito atractivo por su facilidad de entrada y la posibilidad de continuar hasta Australia. Los solicitantes de asilo más recientes proceden de Afganistán, Birmania (rohingyas), Irak, Somalia y Sri Lanka. Desde 2013, cuando Australia endureció su política de inmigración, miles de migrantes y solicitantes de asilo han quedado varados en Indonesia, donde viven en condiciones precarias y solo reciben un apoyo limitado de las organizaciones internacionales. La situación de los refugiados en Indonesia también ha empeorado porque Australia y Estados Unidos, que habían reasentado a la mayoría de los refugiados en Indonesia, han reducido considerablemente su número de entradas.

## Características de la población
Los indígenas de Indonesia tienen un origen predominantemente malayo. Los grupos étnicos más diferenciados son los javaneses y los sondaneses —que viven, sobre todo, en Java y Madura—, los balineses, en la isla de Bali, y los bataks en Atjehnese, en Sumatra.

### Edad ternaria
Hombres: 118 825 333
Mujeres: 118 687 022
0-14 años: 28.4 % (hombres 34 343 198/mujeres 33 175 135)
15-64 años: 65.7 % (hombres 78 330 830/mujeres 77 812 339)
Mayores de 65 años: 5.8 % (hombres 6 151 305/mujeres 7 699 548) (2008 est.)

### Evolución demográfica
- Año 100- 3 millones.
- Año 1000- 5 millones.
- Año 1500- 11 millones.
- Año 1600- 12 millones.
- Año 1700- 13 millones.
- Año 1820- 17,9 millones.
- Año 1850- 23 millones.
- Año 1870- 29 millones.
- Año 1900- 42,8 millones (entre 1600 y 1900 un millón de holandeses llegan a las islas pero vuelven poco después).
- Año 1910- 47,3 millones.
- Año 1920- 52,8 millones.
- Año 1930- 60,8 millones.
- Año 1939- 70 millones.
- Año 1945- 72 millones (4 millones de indonesios mueren en la Segunda Guerra Mundial pero se recuperan por su alta tasa de natalidad).
- Año 1960- 93 millones.
- Año 1970- 120 millones.
- Año 1980- 151 millones.
- Año 1990- 179 millones.
- Año 2000- 206 millones.

## Tasas
- Tasa de mortalidad infantil: 41 fallecidos por cada 1000 nacidos vivos (2001 estimado)
- Tasa de alfabetización: 97,9 % (2001 estimado)

## Etnias
Especialmente el javanés (se hablan unas 300 lenguas y dialectos)

## Religión
- Musulmanes 80 %
- Protestantes 6 %
- Católicos 3 %
- Hindúes 2 %
- Budistas 1 %
- Otros 8 %